# Коронида
Коронида је у грчкој митологијији било име више личности. Ово је такође и једнина од Корониде.

## Митологија
1. Кћерка лапитског краља Флегије, која је волела Аполона. Међутим, када је зачела са њим, из страха да ће је напустити, прихватила је љубав смртника Исхија. То је расрдило Аполона и он је замолио своју сестру Артемиду да је уништи. Она ју је устрелила својим смртоносним стрелама, које су побиле и неке у њеној околини. Аполон је осетио кајање и бес и поцрнео је гавраново до тада бело перје или зато што је била брбљива птица која му је одмах јавила за превару или зато што није сачувала Корониду и Исхију ископала очи. Када су Коронидино тело спаљивали на ломачи, из њене утробе је узео свог сина, Асклепија и дао га кентауру Хирону на чување.[1][2] Према предању, касније је пренесена међу звезде у сазвежђе Вране.[3]
2. Кћерка фокидског краља Коронеја, која је била изузетно лепа. Запазио ју је Посејдон и желео силом да је придобије. Њено запомагање је чула богиња Атена и како би је спасила, претворила ју је у врану.[2]
3. Хигин је наводи као једну од нисејских нимфи.[4]